# バディ・ハケット
バディ・ハケット（Buddy Hackett, 1924年8月31日 - 2003年6月30日）は、アメリカ合衆国の俳優、コメディアン、声優である。

## 来歴
1924年、ニューヨーク市ブルックリンに生まれる。ユダヤ系の家系だった。高校時代からナイトクラブなどのステージに立ち、コメディアンとして活動をしていた。1942年に高校を卒業。後にアメリカ陸軍へ入隊して、第二次世界大戦へも出兵している。戦後、ブルックリンのナイトクラブなどで再びスタンダップコメディアンとしての活動を再開させ、徐々にキャリアを積んでいく。それまでの芸名は“レオナルド・ハッカー”だったが、活動再開と同時にバディ・ハケットへ改名した。活動の場もニューヨークの他にロサンゼルス、ラスベガスへ広げ、50年代へ入ると、映画界へも進出。ドナルド・オコーナーとジャネット・リーが出演した映画『恋人を家に送って歩く道』などの喜劇へ出演して徐々に知名度も上昇。特に50年代と60年代でその人気を不動のものにした。
テレビ番組ではジョニー・カーソンの看板番組だった『The Tonight Show Starring Johnny Carson』へは当時最も多いゲスト出演回数を誇る。また、これまで『三ばか大将』のカーリーが倒れた際に、代わりのキャストへ打診されたことがあるが、独自のコメディへの自信から、その話は断っている。その他、1954年に公開された『Fireman Save My Child』では、当初出演するはずだったコメディ俳優のルー・コステロと容姿が似ているとの理由から急遽代役としても出演した。コメディアン、俳優としての地位を確立した後は、シットコムやブロードウェイ舞台など幅広い分野で活躍。
80年代以降も精力的に仕事を続け、ディズニーが製作したアニメ映画『リトル・マーメイド』へ声優として出演したり、ビル・マーレイ主演のファンタジー・コメディ『3人のゴースト』の劇中劇へスクルージ役としても出演している。テレビではNHKでも放送されたシットコム『サブリナ』や『ジェシカおばさんの事件簿』、『恐竜家族』へも出演して健在ぶりを発揮した。『ジェシカおばさんの事件簿』では、まだ無名の頃のジョージ・クルーニーとも共演している。

### 私生活・死去
1955年に結婚し、3人の父親でもあった。更なる今後の活躍も期待されていたが2003年、ロサンゼルス近郊のマリブにあった自宅で死去した。78歳だった。

## 出演作品

### 映画
- 恋人を家に送って歩く道 Walking My Baby Back Home (1953)
- Fireman Save My Child (1954)
- 真昼の欲情 God's Little Acre (1958)
- 七面鳥艦隊 All Hands on Deck (1961)
- Everything's Ducky (1961)
- ミュージック・マン The Music Man (1962)
- 不思議な世界の物語 The Wonderful World of the Brothers Grimm (1962)
- おかしなおかしなおかしな世界 It's a Mad Mad Mad Mad World (1963)
- ムキムキ・ビーチ Muscle Beach Party (1964)
- The Golden Head (1964)
- Once Upon a Tractor (1965)
- ラブ・バッグ The Love Bug (1968)
- 悪党谷の二人 The Good Guys and the Bad Guys (1969)
- ジャック・フロスト Jack Frost (1979) ※テレビ映画
- ビル・マーレイの珍作フライド・ムービー Loose Shoes (1980)
- ベイブ　-不良少女の栄光- Hey Babe! (1983)
- 3人のゴースト Scrooged (1988)
- ポーリー Paulie (1998)

### テレビドラマ
- スタンリー Stanley (1956 - 1957)
- ライフルマン The Rifleman (1959 - 1961)
- Dan Raven (1960)
- The Trials of O'Brien (1965)
- バークレー牧場 The Big Valley (1966)
- それ行けスマート Get Smart (1967)
- ザ・ルーシー・ショー The Lucy Show (1968)
- Rowan & Martin's Laugh-In (1968 - 1969)
- 署長マクミラン McMillan & Wife (1974 - 1975)
- Dr.刑事クインシー Quincy M.E. (1977)
- ラブ・ボート The Love Boat (1979, 1981)
- 俺たち賞金稼ぎ!!フォール・ガイ The Fall Guy (1982 - 1983)
- ジェシカおばさんの事件簿 Murder, She Wrote (1987)
- 恐竜家族 Dinosaurs (1992) ※声の出演
- L.A.ロー 七人の弁護士 L.A. Law (1993)
- スペース・レンジャーズ Space Rangers (1994)
- ボーイ・ミーツ・ワールド Boy Meets World (1996)
- サブリナ Sabrina, the Teenage Witch (1998)
- Just Shoot Me! (2000)
- All That (2002)

### 声の出演
- リトル・マーメイド The Little Mermaid (1989)
- リトル・マーメイドII Return to The Sea The Little Mermaid II: Return to the Sea (2006) ※OVA

### テレビアニメ
- Fish Police (1992)
- Garfield and Friends (1992)
- Mouse Soup (1993)
- アニマニアックス Animaniacs (1998)